# Тхаба-Цека
Тхаба-Цека (сесото Thaba-Tseka) — административный центр района Тхаба-Цека в Лесото. Население — около 6 тысяч человек. В городке имеются магазины, почтовое отделение, банк и больница.

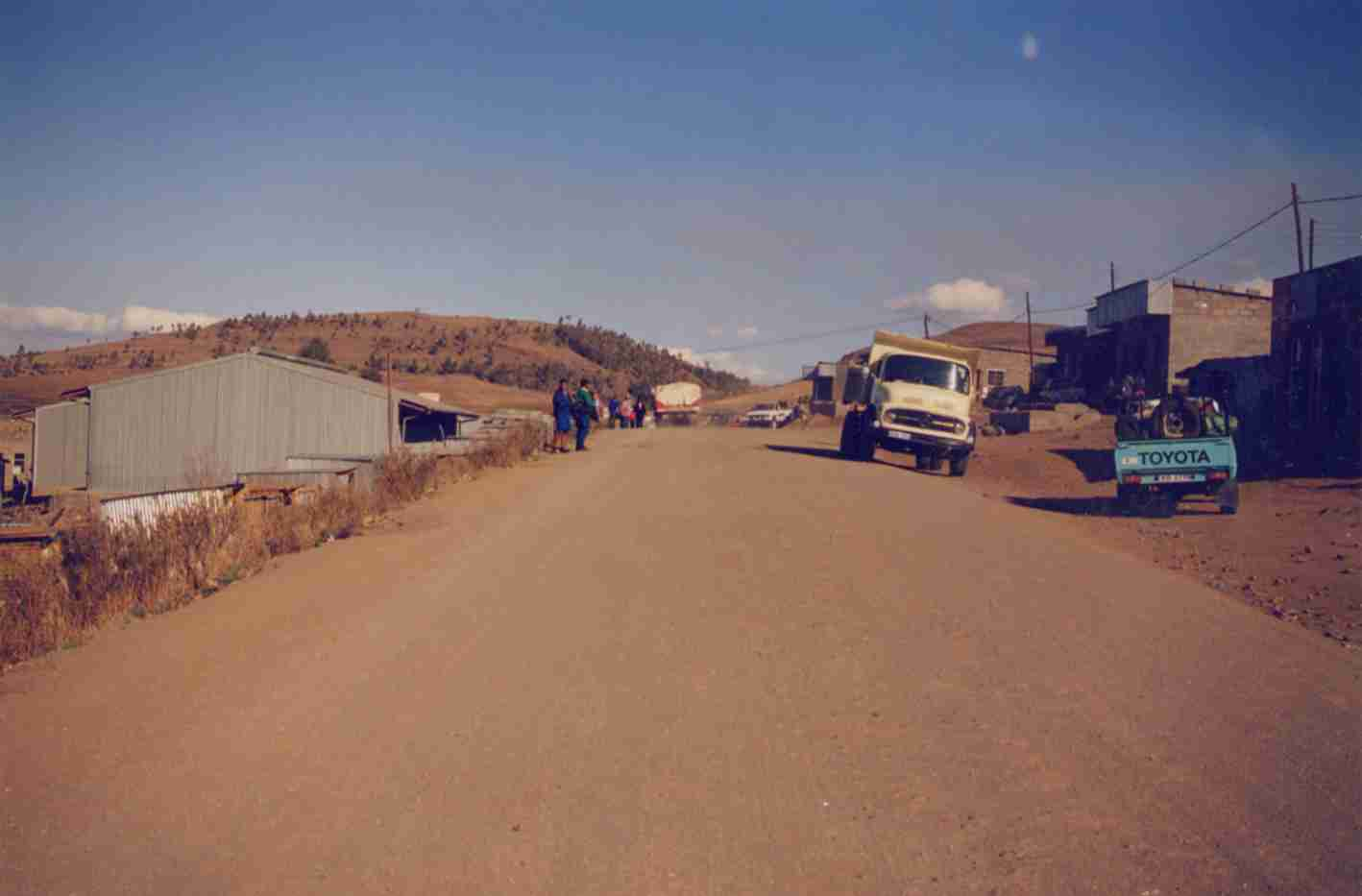
Главная улица Тхаба-Цека